# Pseudotiron bouvieri
Pseudotiron bouvieri är en kräftdjursart som beskrevs av Édouard Chevreux 1895. Pseudotiron bouvieri ingår i släktet Pseudotiron och familjen Synopiidae. Inga underarter finns listade i Catalogue of Life.